# Kristoffer Borgli
Kristoffer Borgli (Oslo, 9 agosto 1985) è un regista, sceneggiatore e montatore norvegese.

## Biografia
Ha cominciato dirigendo video musicali, tra cui Ambitions dei Donkeyboy, con cui ha vinto lo Spellemannprisen come miglior video dell'anno.  Trasferitosi a Los Angeles, dopo alcuni corti ha esordito nel lungometraggio con DRIB (2017), presentato al SXSW. Si è fatto notare nel 2022 col satirico Sick of Myself, presentato a diversi festival internazionali, tra cui quello di Cannes. Nel 2023 ha diretto Nicolas Cage in Dream Scenario, prodotto da Ari Aster per A24.

## Filmografia

### Lungometraggi
- DRIB (2017)
- Sick of Myself (Syk pike) (2022)
- Dream Scenario - Hai mai sognato quest'uomo? (Dream Scenario) (2023)

### Cortometraggi
- Syndromes (2011)
- Whateverest (2013)
- Internet Famous (2014)
- A Place We Call Reality (2018)
- The Loser (2019)
- It's Not a Phase (2019)
- Former Cult Member Hears Music for the First Time (2020)
- Softcore (2020)
- Eer (2021)
- Willem Dafoe (2023)

### Video musicali
- Ambitions – Donkeyboy (2009)
- En vill hest – Casiokids (2010)
- Det haster! – Casiokids (2011)
- Inspector Norse – Todd Terje (2012)